# Sean Singletary
Sean Michael-Eli Singletary (Filadelfia, Pensilvania, 6 de septiembre de 1985) es un exjugador de baloncesto estadounidense. Mide 1,83 metros de altura y jugaba en la posición de base.

## Trayectoria deportiva

### Universidad
En su primera temporada fue el único jugador de los Cavaliers que jugó todos los partidos como titular. Acabó el año como el tercer novato mejor anotador de la Atlantic Coast Conference, promediando 10,5 puntos por partido, y primero en asistencias (3,9) y robos de balón (1,7). Fue elegido en cinco ocasiones como rookie de la semana, acabando en el mejor quinteto de novatos de la conferencia. Su mejor partido lo disputó ante Maryland, en una derrota para su equipo tras dos prórrogas, en le que consiguió 23 puntos y 9 asistencias, con 3 de 5 en tiros de 3.
Su segunda temporada confirmó las expectativas, acabando el año con 17,7 puntos y 4,2 asistencias por partido, anotando 20 o más puntos en 11 partidos. Consiguió el primer doble-doble de su carrera ante North Carolina, con 29 puntos y 10 rebotes. Fue elegido en el mejor quinteto de la ACC.
En su tercer año en virginia se convirtió en el eje del equipo, liderándolo en anotación (19,0 puntos por partido, 3.º en la ACC), asistencias (4,7), triples convertidos (2,47), porcentaje de tiros libres (87,2%), robos de balón (1,2) y minutos jugados (33,2). Volvió a ser incluido en el mejor quinteto de la ACC.
Ya en su temporada sénior, y ejerciendo como capitán, volvió a liderar a su equipo en anotación (19,8), y fue de nuevo elegido en el mejor quinteto de la conferencia, además de recibir una mención honorífica del All-American y ser finalista del Bob Cousy Award. fue el único jugador de la División I de la NCAA en conseguir al menos 40 puntos en un partido, 10 rebotes en otro y 10 asistencias en un tercero. Acabó empatado en la clasificación histórica de anotadores de la ACC en el puesto 27, junto con los jugadores de Duke Jason Williams y Gene Banks.
En sus cuatro años universitarios promedió 16,9 puntos, 4,8 asistencias y 4,0 rebotes por partido.

### Profesional
Fue elegido en la segunda ronda del Draft de la NBA de 2008 por Sacramento Kings, en el puesto 42. El 30 de julio de 2008, según fuentes oficiales de la NBA contrastadas por ESPN.com, se habría llegado a un acuerdo por el cual Singletary  iría traspasado a Houston Rockets junto con el también rookie Patrick Ewing, Jr. y Ron Artest a cambio de Donté Greene, Bobby Jackson, una primera ronda del Draft de la NBA de 2009 y un millón de dólares, acuerdo que se hizo efectivo el 15 de agosto, cuando Greene cumplió un mes de contrato con los Rockets (según las normas de la NBA). Posteriormente fue traspasado a Phoenix Suns por D.J. Strawberry.
El 10 de diciembre de 2008, Singletary fue traspasado junto a Boris Diaw y Raja Bell a Charlotte Bobcats a cambio de Jason Richardson, Jared Dudley y una segunda ronda de draft de 2010.

#### Estadísticas

##### Temporada regular
| Año     | Equipo    | PJ | PT | MPP | %TC  | %3P  | %TL   | RPP | APP | ROB | TPP | PPP |
| ------- | --------- | -- | -- | --- | ---- | ---- | ----- | --- | --- | --- | --- | --- |
| 2008–09 | Phoenix   | 13 | 1  | 9.4 | .324 | .400 | 1.000 | 1.2 | .9  | .5  | .0  | 2.6 |
| 2008–09 | Charlotte | 24 | 1  | 7.5 | .396 | .400 | .800  | .8  | .7  | .2  | .0  | 2.3 |
| Total   |           | 37 | 2  | 8.2 | .365 | .400 | .857  | .9  | .8  | .3  | .0  | 2.4 |